# Władysław Konopczyński

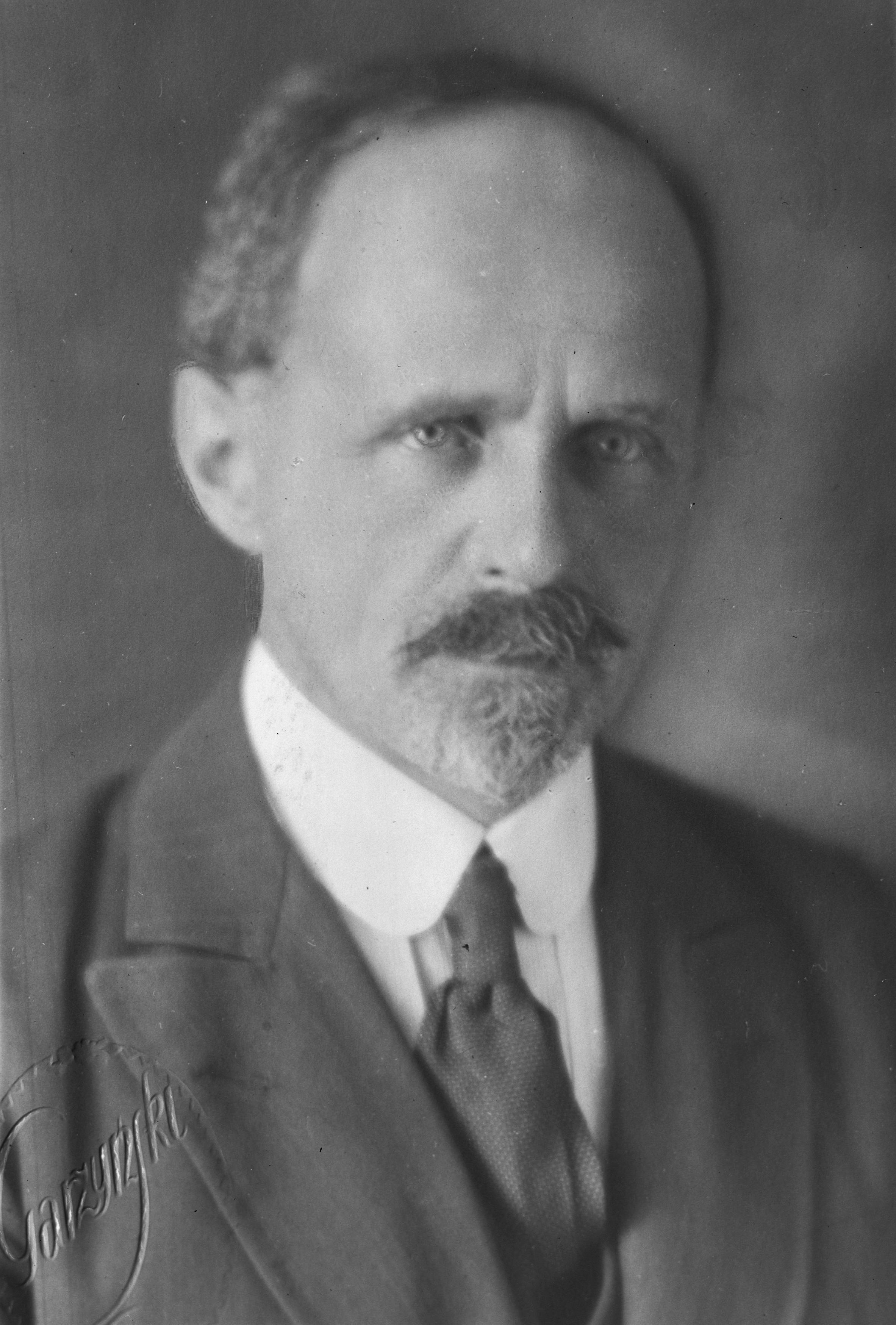
Władysław Konopczyński.

Władysław Konopczyński (Varsovia, 26 de noviembre de 1880 – 12 de julio de 1952) fue un historiador polaco y editor jefe de materiales de fuente primaria en libros de historia.

## Vida
Fue estudiante del historiador polaco Szymon Askenazy.  Fue profesor en Cracovia, en la Universidad Jaguelónica (1917) y miembro de la Sociedad científica de Varsovia (Towarzystwo Naukowe Warszawskie) y la Academia Pedagógica de Polonia (Polska Akademia Umiejętności, 1922).
Fue un políglota, llegando a dominar 14 idiomas diferentes.
Su interés principal fue la historia parlamentaria polaca, la política de Polonia en los siglos XVII y XVIII, el pensamiento político y la Confederación de Bar. Escribió historias sobre Polonia y el mundo moderno que lo rodeaba. En su propia época, participó como miembro de la delegación polaca en la Conferencia de paz de París de 1919 y como representante de la Unión Nacional Popular en el Sejm entre 1922 y 1927 durante la Segunda República polaca. Opinó sobre el reconocimiento del papel de Roman Dmowski en la lucha por la independencia polaca.
En 1931 fundó el Polski słownik biograficzny (Diccionario biográfico polaco) y trabajó como su primer editor, publicando siete volúmenes a través de la prensa, de 1935 hasta 1949, antes de ser forzado por el gobierno comunista de la posguerra de Polonia a renunciar a la editorial. Muchos de sus exestudiantes y contemporáneos también contribuyeron en este trabajo, entre ellos  Emanuel Rostworowski, Władysław Czaplińeski, Józef Feldman y Józef Andrzej Gierowski.
Durante la Segunda Guerra Mundial, Konoczyński sobrevivió al encarcelamiento alemán en el campo de concentración de Sachsenhausen. Liberado en febrero de 1940, regresó a Cracovia, donde continuó enseñando Historia en secreto, reprendiendo a quienes afirmaban que las circunstancias de la guerra les impidieron los estudios.
Después de la guerra, fue destituido de todos sus cargos académicos y eruditos por el régimen comunista de Polonia.
Konopczyński fue premiado por los franceses con la Legión de Honor.

## Trabajos
Entre sus trabajos más importantes se encuentran:
- Polska w dobie wojny siedmioletniej (Polonia durante la Guerra de los Siete Años, 1909–1911);
- Liberum Veto (1918);
- Dzieje Polski nowożytnej (Historia de Polonia Moderna, 2 vols., 1936);
- Konfederacja barska (La Confederación de Bar, 1936–38);[1]
- Kwestia bałtycka XIX wieku (La cuestión báltica del siglo XIX, 1947).[2]
- Fryderyk Wielki a Polska (Federico el Grande y Polonia) (1947, republicado en el 2010)
- Polska a Szwecja (Polonia y Suecia) (1924)
- Polska a Turcja 1683-1792 (Polonia y Turquía entre 1683 y 1792) (1936)
- Anglia a Polska w XVIII wieku (Inglaterra y Polonia en el siglo XVIII)(1947)